# B&C Records
B&C Records (сокращение от Beat & Commercial) — британский лейбл звукозаписи, основанный в 1969 году одним из владельцев лейбла Trojan Records. Функционировал главным образом в период с мая 1969 по сентябрь 1972 года.
К числу наиболее значительных изданий B&C Records относятся два первых альбома группы Atomic Rooster: 
- Atomic Roooster (1970),
- Death Walks Behind You (1970).